# 양승근
양승근(梁承根, 1949년 12월 9일 ~ , 충청북도 보은군)은 대한민국의 제5대 대전광역시의원이다.

## 학력
- 회남국민학교 졸업
- 충남중학교 졸업
- 1968 대전상업고등학교 졸업
- 1987 5년제 한국방송통신대학교 경영학과 학사 졸업

### 비학위 수료
- 1991 충남대학교 경영대학원 경영학 석사 졸업
- 2009 대전대학교 대학원 경영학 박사 수료

## 경력
- 사회복지사 1급
- 한국전력공사 1급처장
- 한국전력공사 중앙연수원 처장
- 한국전력공사 논산·공주·서대구 지점장
- 시사저널 청풍 대표이사
- 바르게살기 대전시지회 부지회장
- (사)국제휴먼클럽 사무총장
- 용전동 자녀안심협의회 고문
- 1974 ~ 2007 한국전력공사 처장
- 1991 ~ 2007 국제휴먼클럽 사무총장
- 2004 충효예 대전충남본부 부본부장
- 2007.12 ~ 2010.03 제5대 대전광역시의회 의원
- 2010 ~ 한밭대학교 경영학과 겸임교수
- 한밭대학교 기성회장
- 민주통합당 대전시당 부위원장
- 민주당 대전광역시 동구청장 후보

## 역대 선거 결과
|  | 36.10% |

|  | 30.32% |

## 참고 자료
- 양승근 - X
- 양승근 - 페이스북